# Драматично-куклен театър „Васил Друмев“
Драматично-куклен театър „Васил Друмев“ се намира в град Шумен. Наименуван е на известния български писател и драматург Васил Друмев, също политик (министър-председател) и духовник (Климент).

## История
Шумен е град с богати театрални традиции. От тук води началото си летописът на българския театър с първото театрално представление, състояло се на 15 август 1856 г. в едно кафене – „Михал Мишкоед“ от Сава Доброплодни. От 1 януари. 2000 г. с ПМС № 204 от 11 ноември 1999 г. Драматичен театър – Шумен и Куклен театър „Патиланчо“ са обединени в Драматично-куклен театър „Васил Друмев“ – Шумен. Театърът е държавен репертоарен.
Афишът на ДКТ „Васил Друмев“ включва заглавия от световната и българска драматургия, с приоритетно по традиция присъствие на заглавия от българската класическа и съвременна драматургия.
Театърът е съорганизатор и домакин на престижния, провеждащ се ежегодно Театрален фестивал „Нова българска драма“.
ДКТ „В. Друмев“ поддържа творчески контакти и обмен с театри от чужбина. Екипът на Драматично-куклен театър е носител на редица отличия и награди от престижни международни и национални фестивали, между които и почетното отличие „Златна книга“ (златна значка) от Съвета на европейската научна и културна общност. Отличието се дава на театъра за Институция с висок престиж и обществено признание в областта на културата.
В ДКТ „Васил Друмев“ Шумен функционира и театрална студия, чиито членове са млади хора с афинитет към театралното изкуство.
Държавен куклен театър – Шумен е удостоен с орден „Кирил и Методий“ – I степен.